# هجوم سيفاستوبول الصاروخي (يونيو 2024)
هجوم سيفاستوبول، هو هجوم صاروخي شنته أوكرانيا بتاريخ 23 يونيو 2024 استهدف شبه جزيرة القرم الروسية، مما أدى إلى مقتل أربعة أشخاص وإصابة 151 آخرين، نتيجة سقوط شظايا صاروخ أتاكمز أمريكي الصنع على شاطئ مدينة سيفاستوبول بعد اعتراضه من قبل الدفاعات الجوية الروسية.

## الخلفية
سمحت إدارة بايدن الأمريكية لأوكرانيا بضرب أهداف داخل روسيا قبل عدة أيام من الهجوم.

## الاعتراض
وفقًا لوزارة الدفاع الروسية، اعترضت الدفاعات الجوية الروسية خمسة صواريخ أتاكمز فوق سيفاستوبول، وهي من الصواريخ التي قدمتها الولايات المتحدة لأوكرانيا. وسقطت شظايا أحد الصواريخ المُعترضة على الشاطئ، مما أدى إلى مقتل أربعة مدنيين بينهم طفلان، وإصابة 151 آخرين.

## ردود الفعل
اتهمت وزارة الدفاع الروسية الولايات المتحدة بالمسؤولية المباشرة عن الهجوم، قائلة: "جميع مهمات الطيران الخاصة بالصواريخ التكتيكية التشغيلية الأمريكية أتاكمز يتم دخولها من قبل خبراء أمريكيين بناءً على بيانات استطلاع القمر الصناعي الخاصة بالولايات المتحدة"